# Teoria aktora-sieci
Teoria aktora-sieci, ANT (od ang. actor-network theory) – koncepcja teoretyczno-metodologiczna z zakresu nauk społecznych, wywodząca się z założeń konstruktywistycznych i oparta na dorobku studiów nad nauką i techniką i socjologii wiedzy naukowej. Za jej twórców uznawani są Michel Callon, Bruno Latour i John Law. ANT jest dyskutowana i stosowana między innymi w ramach filozofii, socjologii, nauk o zarządzaniu oraz pedagogiki. Za pierwszą propozycję ANT uznawany jest artykuł Michela Callona pt. Wprowadzenie do socjologii translacji. Udomowienie przegrzebków i rybacy znad zatoki Saint-Brieuc z 1986 r. (polski przekład z 2013 r). Późniejsze stadium rozwoju ANT wraz z propozycją metodologii opisano w książce Bruno Latoura Splatając na nowo to, co społeczne z 2005 r. (polski przekład z 2005). Wśród inspiracji dla ANT wymienia się strukturalizm i semiotykę, szkołę historyczną Annales oraz socjologię nauki Ludwika Flecka.

## Założenia
Podstawowym składnikiem jest aktant, czyli czynnik działający na inne czynniki. Aktant może być zarówno człowiekiem (aktorem społecznym, jak w innych koncepcjach socjologicznych) jak i przedmiotem, bakterią lub koncepcją. W terminologii ANT określa się ich odpowiednio jako czynniki ludzkie i pozaludzkie. Aktanci działają na siebie nawzajem, tworząc układ aktorów-sieci, od których pochodzi nazwa teorii. W zależności od kontekstu badania dany aktant może być rozbijany na bardziej złożony układ aktorów-sieci (np. uniwersytet może być analizowany jako układ relacji między budynkami, personelem, stroną internetową i opisami uniwersytetu głoszonymi przez profesurę).
Jednym z założeń różniących ANT od innych teorii socjologicznych jest założenie o sprawczości czynników pozaludzkich, zgodnie z którym działanie bytów innych niż ludzie musi być analizowane na równi z ludzkim. ANT podkreśla, że ważne są sieci materialno-semiotyczne, a nie same przedmioty. Przykładowo: rozmowa telefoniczna nie jest tylko interakcją dwojga ludzi, ale złożoną siecią, w której agentami są także telefony, łącza, pewne koncepcje, idee czy dorozumiane założenia kulturowe i należy traktować je jako całość. Niektóre rodzaje agentów czasem działają jak przedmioty, czasem jak osobne jednostki, a czasem występują w relacjach sieciowych (np. banki). 
Nowi aktanci są włączani do istniejących sieci poprzez tak zwane próby sił. Przykładem mogą być eksperymenty naukowe Louisa Pasteura, które – według ANT – zdefiniowały cechy bakterii mlekowych oraz ich powiązania (np. z przemysłem mleczarskim i mikrobiologią francuską). 
ANT należy do teorii relacyjnych, co oznacza, że zakłada konieczność ustawicznego podtrzymywania istniejących aktorów-sieci. W ramach stabilizacji połączeń między aktantami tworzą się tak zwane czarne skrzynki, czyli aktanci opisywani jedynie przez dane wejścia i wyjścia, bez potrzeby rozbijania na mniejsze fragmenty. Koncepcja czarnych skrzynek trafiła do ANT ze studiów nad nauką i techniką, a pośrednio z cybernetyki.

## Ewolucja ANT
W latach osiemdziesiątych XX wieku konstruktywizm w naukach społecznych rozwijał się pod wpływem mocnego programu socjologii wiedzy oraz prac empirycznych związanych z badaniami etnograficznymi realizowanymi w laboratoriach. Jedną z tych prac empirycznych było Laboratory Life autorstwa Bruno Latoura i Steve'a Woolgara wydane w 1979 roku i wznowione z poprawkami w 1986. W tym samym roku Michel Callon opublikował artykuł Wprowadzenie do socjologii translacji. Udomowienie przegrzebków i rybacy znad zatoki Saint -Brieuc, w którym zaproponował, by założenia Mocnego Programu Edynburskiego rozszerzyć o sprawczość czynników pozaludzkich. Podobne tezy stawiali też Latour z Woolgarem w nowych wydaniach Laboratory Life oraz Latour w pracy Science in Action z 1988 roku. Na tym etapie rozwoju ANT nie była jeszcze teorią ogólnosocjologiczną, bo jej zastosowanie ograniczało się do kręgu problemów związanych z konstruktywistyczną socjologią nauki i techniki. 
W 1993 roku Latour opublikował książkę Nigdy nie byliśmy nowocześni (polskie tłum. z 2011), w której krytykował dychotomię między Naturą a Społeczeństwem, wskazując na konieczność włączenia obu aspektów w analizie katastrof ekologicznych, problemów postępów nauki i innych zjawisk związanych z rozwojem społeczeństw. Książka była dyskutowana wśród badaczy i badaczek spoza kręgu studiów nad nauką i techniką. Nadzieja Pandory Latoura z 1999 roku (polskie tłum. z 2013) stanowi zbiór esejów powstały w reakcji na wojny o naukę, w którym usystematyzowano również etapy stabilizacji czarnych skrzynek, różnice w połączeniach między aktantami (mediacja kontra translacja) oraz przedstawiono przykład zastosowania ANT w badaniu ekologów i gleboznawców. Splatając na nowo to, co społeczne to ostatnia propozycja Latoura (oryg. 2005, tłum. z 2010) szczegółowo związana z ANT i uznawana jednocześnie za najpełniejszy wykład założeń i metodologii.
Od momentu wydania Splatając..., ANT jest jedną z najczęściej przywoływanych koncepcji wywodzących się ze studiów nad nauką i techniką, omawianą również w podręcznikach socjologii ogólnej jako przykład teorii post-konstruktywistycznych. Z uwagi na istotną rolę czynników biologicznych i materialnych, ANT często jest stosowana do analiz przebiegu katastrof ekologicznych i zmian związanych z nowymi technologiami.  Zastosowania, krytyki i nawiązania do ANT zebrane przez Johna Lawa do 2004 roku obejmują kilkadziesiąt pozycji.

## Recepcja w Polsce
Istotne znaczenie dla recepcji ANT w Polsce miały przekłady dokonane przez autorów związanych z toruńską szkołą konstruktywistyczną (przekłady Splatając..., Nadziei Pandory, Wprowadzenia do socjologii translacji, monografia nt. koncepcji Latoura, przekłady pojedynczych artykułów i komentarze). Autorzy związani z tym kręgiem (m.in. Aleksandra Derra, Ewa Bińczyk, Krzysztof Abriszewski, Tomasz Markiewka, Łukasz Afeltowicz) skupili się na filozoficznych aspektach ANT, rozszerzając je o kwestie kulturoznawcze i związane z ryzykiem ekologicznym. 
Inne przekłady zostały dokonane przez autorów związanych z „Krytyką Polityczną” (Maciej Gdula, Agata Czarnacka), którzy przetłumaczyli Nigdy nie byliśmy nowocześni oraz Politykę natury. Maciej Gdula dyskutował też rolę ANT wśród współczesnych teorii socjologicznych i politycznych. 
Wśród prac empirycznych stosujących ANT wymienić można badania ADHD jako kontrowersji medycznej zrealizowane przez Michała Wróblewskiego (2011) oraz studium kontrowersji ekologicznej wokół gazu łupkowego autorstwa Agaty Stasik (2015).